# Adolphe Erich Meyer
Adolphe Erich Meyer (* 15. Oktober 1897 in New York City, New York; † 30. September 1988 in Champaign, Illinois) war ein US-amerikanischer Pädagoge, Historiker und Schriftsteller.

## Leben

### Familie und Ausbildung
Adolphe Erich Meyer, Sohn des Adolphe Meyer sowie dessen Ehegattin Frieda geborene Schelker, wandte sich nach dem High-School-Abschluss dem Studium der Geschichtswissenschaften, Germanistik sowie Pädagogik an der New York University zu, 1921 erwarb er den akademischen Grad eines Bachelor of Science, 1922 jenen eines Master of Arts, 1926 wurde er zum Doctor of Philosophy promoviert.
Adolphe Erich Meyer vermählte sich 1924 mit Margaret Holt McDonald. Aus dieser Verbindung entstammten die Kinder Margaret Patricia und Adolphe Erich junior. Nach dem Tod seiner ersten Frau heiratete er 1942 in zweiter Ehe Jessie Bryant. Er verstarb Ende September 1988 im Alter von 90 Jahren in Champaign. Seine letzte Ruhestätte fand er auf dem Oaklawn Cemetery in Richland im Bundesstaat Missouri.

### Beruflicher Werdegang
Adolphe Erich Meyer übernahm 1922 eine Stelle als Instructor für Deutsch an der New York University. Seit 1928 fungierte er als Instructor für Erziehungswissenschaft, 1930 wurde er zum Assistant Professor, 1934 zum Associate Professor ernannt. 1948 wurde Adolphe Erich Meyer die Professur für Bildungsgeschichte übertragen, 1963 wurde er emeritiert. Meyer wirkte im Anschluss von 1965 bis 1967 als Gastprofessor für Bildungsgeschichte an der University of Illinois at Urbana-Champaign sowie von 1967 bis 1968 als Distinguished Professor für Bildungsgeschichte an der Old Dominion University in Norfolk im Bundesstaat Virginia.
Der zum Mitglied der Authors League of America, der Phi Delta Kappa, der Kappa Delta Pi sowie der Kappa Phi Kappa gewählte Adolphe Erich Meyer trat insbesondere durch Abhandlungen betreffend sein Fachgebiet hervor. Überdies war er als Bildungsberater für diverse Publikationen eingesetzt.

## Schriften
- Autor
- German for reviews. Globe Co., New York, 1927
- Education in modern times. Avon Press, New York, 1930
- John Dewey and modern education, and other essays. Avon Press, New York, 1931
- Modern European educators and their work. Prentice-Hall, New York, 1934
- The development of education in the twentieth century. Prentice-Hall, New York, 1939
- Voltaire: man of justice. Howell, Soskin, New York, 1945
- The development of education in the twentieth century. 2d ed, in: Prentice-Hall education series., Prentice-Hall, Englewood Cliffs, N.J., 1949
- An educational history of the Western World. in: McGraw-Hill series in education., McGraw-Hill, New York, 1965
- An educational history of the American people. 2d ed, in: McGraw-Hill series in education., McGraw-Hill, New York, 1967
- Grandmasters of educational thought. McGraw-Hill, New York, 1975
- Übersetzer
- zusammen mit Herman Bernstein: The phantom lover, a play in three acts, by Georg Kaiser. Brentano’s, New York, 1928